# Bogdán Imre
Bogdán Imre (Kolozsvár, 1928. július 7. – Kolozsvár, 2020. február 20. előtt) romániai magyar mezőgazdasági szakíró.

## Életútja
Az erdélyi örmény Bogdán család leszármazothttpdtja. 
Szülővárosában végezte a piarista főgimnáziumot és a mezőgazdasági főiskolát (1952), mint agrármérnök az Üzemszervező és Területrendező Tervintézetben, állami gazdaságokban és termelőszövetkezetekben tevékenykedett. 1970-től a Megyei Legelőgazdálkodási és Javító Vállalat munkatársa volt Kolozsvárt.
Első cikke a Falvak Dolgozó Népében jelent meg (1954), az Igazság gyepgazdálkodási, a Vînătorul și Pescarul Sportiv folyóirat vadászati és vadgazdálkodási cikkeit közölte. Francia, angol, német és orosz nyelven is publikált. Szakfordítása: I. Volosciuc-M. Bodea: Védjük a vadállományt (1955). Önálló kötete: Kutyakaleidoszkóp (Kaleidoszkóp, 1975).
Az 1989-es fordulat után az Örmény-magyar Baráti Társaságban tevékenykedett, 2001-ben beválasztották társelnöknek.

## Előadásaiból
- A vadgazdaság aktuális kérdései. (EME, 2010. november)
- Az erdélyi kopó és hányatott sorsa. (EME, 2010. november)